# Diamonds and Pearls
Diamonds and Pearls (en español: Diamantes y Perlas) es el segundo álbum de estudio de The New Power Generation. Fue lanzado el 1 de octubre de 1991 por Paisley Park Records y Warner Bros. Records. Este fue el segundo trabajo de Prince en ser lanzado oficialmente junto a The New Power Generation, y arroja varios hits que se convirtieron en clásicos, entre ellos "Get Off", "Cream", "Money Don't Matter 2 Night" y la canción que da título al álbum. Las bailarinas Lori Werner y Robia La Morte (apodadas Diamond y Pearl, respectivamente) son quienes aparecen en la portada del disco, y en los videoclips de "Cream", "Get Off", "Strollin'" y el tema que titula el disco. Además, formaron parte del Diamonds and Pearls Tour.
Diamonds and Pearls presenta una fusión de estilos musicales, desde el funk y el soul hasta el rock y baladas. Abre con "Thunder", una canción funk rock potente que adelanta lo que será el resto del álbum. Melodías rapeadas en "Push" conviven con suaves acordes en "Diamonds and Pearls" y "Money Don't Matter 2 Night" y hasta toques de jazz en "Strollin".

## Lista de canciones
Compuesto, producido, arreglado e interpretado por Prince and the New Power Generation, excepto los indicados.
1. "Thunder" – 5:45
2. "Daddy Pop" – 5:17
3. "Diamonds and Pearls" – 4:45
4. "Cream" – 4:13
5. "Strollin'" – 3:47
6. "Willing and Able" (Prince, Levi Seacer, Jr., Tony M.) – 5:00
7. "Gett Off" – 4:31
8. "Walk Don't Walk" – 3:07
9. "Jughead" (Prince, Tony Mosley, Kirk Johnson) – 4:57
10. "Money Don't Matter 2 Night" – 4:46
11. "Push" (Prince, Rosie Gaines) – 5:53
12. "Insatiable" – 6:39
13. "Live 4 Love" (Prince, Tony Mosley) – 6:59

## Sencillos
- Get Off maxi-single (#21 US, #6 US R&B, #4 UK, #8 AUS)

1. Get Off
2. Horny Pony

- Cream maxi-single (#1 US, #15 UK, #2 AUS)

1. Cream
2. Horny Pony

- Insatiable (#3 US R&B)

1. Insatiable
2. I Love U in Me

- Diamonds and Pearls maxi-single (#3 US, #1 US R&B, #25 UK, #13 AUS)

1. Diamonds and Pearls
2. Q in Doubt

- Money Don't Matter 2 Night (#23 US, #14 US R&B, #19 UK, #18 AUS)

1. Money Don't Matter 2 Night
2. Call the Law
3. Push (UK)

- Thunder maxi-single (#28 UK)

1. Thunder
2. Violet the Organ Grinder
3. Get Off (Thrust Dub)